# Оснувка (Підляське воєводство)
Оснувка (пол. Osnówka) — село в Польщі, у гміні Перлеєво Сім'ятицького повіту Підляського воєводства.
Населення — 100 осіб (2011).
У 1975—1998 роках село належало до Ломжинського воєводства.

## Демографія
Демографічна структура станом на 31 березня 2011 року:
|          | Загалом | Допрацездатний вік | Працездатний вік | Постпрацездатний вік |
| -------- | ------- | ------------------ | ---------------- | -------------------- |
| Чоловіки | 52      | 6                  | 34               | 12                   |
| Жінки    | 48      | 6                  | 20               | 22                   |
| Разом    | 100     | 12                 | 54               | 34                   |